# Niels Hansen (operasanger)
 Der er flere personer med dette navn, se Niels Hansen.
Niels Jacob Hansen (23. marts 1880 i Kjelstrup Hyllemark – 19. september 1969 på Kommunehospitalet i København) var en dansk operasanger (tenor).
Debut i 1909 som Rodolphe i La Boheme. I 40 år en af Det Kongelige Teaters mest benyttede sangere i roller som Cavaradossi i Tosca, Lenskij i Eugen Onegin og titelpartiet i Lohengrin. Kongelig kammersanger i 1918, Ridder af Dannebrog 1922 og Dannebrogsmand 1930.
Gravsted på Assistens Kirkegård.